# فرد كوري
فرد كوري (بالإنجليزية: Fred Corey) هو لاعب كرة قاعدة أمريكي، ولد في 1855 في كوفنتري في الولايات المتحدة، وتوفي في 27 نوفمبر 1912 في بروفيدنس في الولايات المتحدة.

## وصلات خارجية
- فرد كوري على موقعبيزبول رفرنس.كوم (الدوري الرئيسي) (الإنجليزية)
- فرد كوري على موقعبيزبول رفرنس.كوم (الدوري الثانوي) (الإنجليزية)
- فرد كوري على موقع مشجعي الرسوم البيانية (الإنجليزية)